# Gnathonarium suppositum
Gnathonarium suppositum är en spindelart som först beskrevs av Kulczynski 1885.  Gnathonarium suppositum ingår i släktet Gnathonarium och familjen täckvävarspindlar. Inga underarter finns listade i Catalogue of Life.